# Acostemma marginalis
Acostemma marginalis är en insektsart som beskrevs av Victor Antoine Signoret 1860. Acostemma marginalis ingår i släktet Acostemma och familjen dvärgstritar. Inga underarter finns listade i Catalogue of Life.